# Cthulhu (film)
Cthulhu è un film dell'orrore del 2007, liberamente tratto dal romanzo di H.P. Lovecraft La maschera di Innsmouth. Il film è stato diretto da Daniel Glidark e sceneggiato dallo stesso regista insieme a Grant Cogswell.

## Trama
Russ è un docente universitario omosessuale che, nonostante il suo successo professionale, è stato rifiutato dalla sua famiglia in quanto gay e non torna da molti anni al paese di cui è originario. Quando però sua sorella lo informa attraverso una telefonata della morte di sua madre, Russ è costretto suo malgrado a tornare nella sua terra natia per il funerale. Mentre è ancora sulla strada, l'uomo si imbatte prima in due buontemponi e poi in un incidente stradale: per soccorrere il malcapitato Russ fa tardi al funerale ma riesce ad arrivare in tempo per la cerimonia casalinga. Qui si ritrova con sua sorella e suo padre, scopre che la casa è stata messa all'asta e conosce per la prima volta suo cognato. L'avvocato di famiglia gli rivela che lui percepirà metà dei proventi dalla vendita della casa, e che sua madre aveva preso questa decisione per favorire un ricongiungimento della famiglia.
Turbato dalla vendita della casa, che lo costringerà a rimanere in loco per più tempo, Russ cerca di frequentare i luoghi del posto: percepirà in questo modo la freddezza dei suoi abitanti e verrà dunque travolto da ricordi terribili ed enigmatici, tra cui quello di una stanza in cui il suo nome era scritto ovunque. Durante una serata in una taverna locale, Russ incontra Mike, ragazzo con cui ha avuto una relazione segreta durante l'adolescenza ma che ora ha una figlia e una ex moglie. Tornato in albergo, Russ telefona Mike proprio mentre quest'ultimo fruisce di un film hard: i due si organizzano per vedersi una seconda volta. A partire da quella notte, Russ è perseguitato da strani incubi ogni qual volta si addormenta. Il giorno dopo si risveglia inoltre con un oggetto che sembra provenire dall'automobile incidentata, il che lo porta a reagire con orrore e sgomento.
Subito dopo, Russ va a trovare una zia che vive in una casa di riposo: la donna alterna sprazzi di lucidità a momenti di follia, attimi in cui sembra adorare il nipote ed altri in cui gli rivolge insulti omofobi, ma nel mezzo dei suoi deliri riesce a rivelargli che sua madre ha lasciato qualcosa per lui nascosto nella casa. Turbato, Russ continua a vivere i luoghi del posto ed a percepire strani ricordi; durante una cena con la sua famiglia ha inoltre un acceso diverbio con suo padre, che ancora non accetta la sua omosessualità, e scopre che sua sorella non può avere figli. Quella sera l'uomo si imbatte in uno strano anziano che gli intima di comprargli dell'alcool e in una strana ma bellissima ragazza che lavora in un emporio, Julia, che sembra spaventata da qualcosa. L'uomo gli racconta una strana storia circa una creatura che vivrebbe nel mare del luogo e di bambini misteriosamente scomparsi dopo che il loro nome era apparso scritto in un luogo, proprio come avviene negli incubi di Russ. Subito dopo l'uomo riaccompagna a casa la ragazza, che appare terrorizzata da quello che potrebbe capitarle e lo supplica di ritrovare il suo fratellino scomparso.
A casa della donna, questa prova a fare sesso con lui per compensare l'impossibilità del marito di darle figli: al rifiuto di Russ, lei e suo marito lo invitano a restare a cena da loro per poi drogarlo così che lei possa abusare di lui. Turbato, Russ decide di entrare nella casa di sua madre per recuperare quanto lei gli ha lasciato: in realtà non potrebbe farlo perché la casa è in vendita, dunque lascia che Mike gli faccia da palo mentre è dentro. Entrato nella casa, Russ è come trasportato in una dimensione alternativa ricca di elementi spaventosi e persone inquietanti, fra cui appunto il fratello di Julia che fissa in maniera catatonica un televisore malfunzionante. Questi gli rivela di stare aspettando un essere di nome Cthulhu. Dopo vicende dal sapore onirico, Russ ritorna nella sua dimensione e affronta Mike, reo di non averlo aspettato alla sua postazione e soprattutto di non voler credere alla loro storia: il diverbio si spegne solo quando Mike esce nudo dalla doccia, riaccendendo così l'antica passione. Il giorno dopo, dopo aver scoperto che Julia è stata assassinata, Russ cerca di aggiudicarsi la casa di sua madre durante l'asta ma fallisce. Subito dopo l'uomo viene arrestato con l'accusa di aver ucciso Julia: durante l'arresto nota come la folla di compaesani lo stia osservando attonita, e inizia a inveire contro di loro. Durante l'interrogatorio, lo sceriffo del paese si pone in modo ostile sia per l'omosessualità di Russ che perché animato da un odio contro la sua famiglia, e lo colpisce con un pugno: svenuto, Russ ha una visione in cui viene sedato da Julia e da suo marito Jake, il quale non è più paraplegico come quando l'aveva conosciuto lui.
Scarcerato su cauzione, Russ entra in casa di sua madre e scopre un videomessaggio in cui la donna gli rivela che la sua famiglia è perseguitata da una maledizione che causa la morte di ogni nonno il giorno della nascita di suo nipote, ma che suo nonno non è morto perché ha consegnato il suo corpo al mare e ottenuto in questo modo l'immortalità. La donna gli rivela inoltre di averlo allontanato anche per proteggerlo da suo padre: proprio mentre parla il video si interrompe per poi ricominciare dopo un po' con un messaggio criptico del padre. Uscito dalla casa, Russ viene aggredito da un uomo asiatico ma riesce a metterlo KO. Subito dopo scopre che l'intera città è a soqquadro: lui e Mike scappano insieme e vengono aggrediti nel frattempo da varie persone che rivolgono loro insulti omofobi. Dopo aver percorso della strada insieme, i due vengono fermati da due poliziotti armati: i due agenti vengono tuttavia fucilati dal padre di Russ, il quale porta il figlio all'interno di un'abitazione. Qui l'uomo scopre che la sua famiglia ha formato in realtà una setta con lo scopo di ottenere l'immortalità e rifondare il modo in seguito alla distruzione della vecchia società. Russ prova a scappare ma viene completamente soggiogato dalla famiglia: il padre lo accompagna all'esterno e si ritrovano in un ambiente completamente diverso da quello precedente. Qui l'uomo offre Mike in sacrificio a Russ e lo arma di un coltello: l'uomo si avventa verso i due con l'arma, potendo potenzialmente uccidere sia suo padre che l'uomo di cui è innamorato.

## Temi

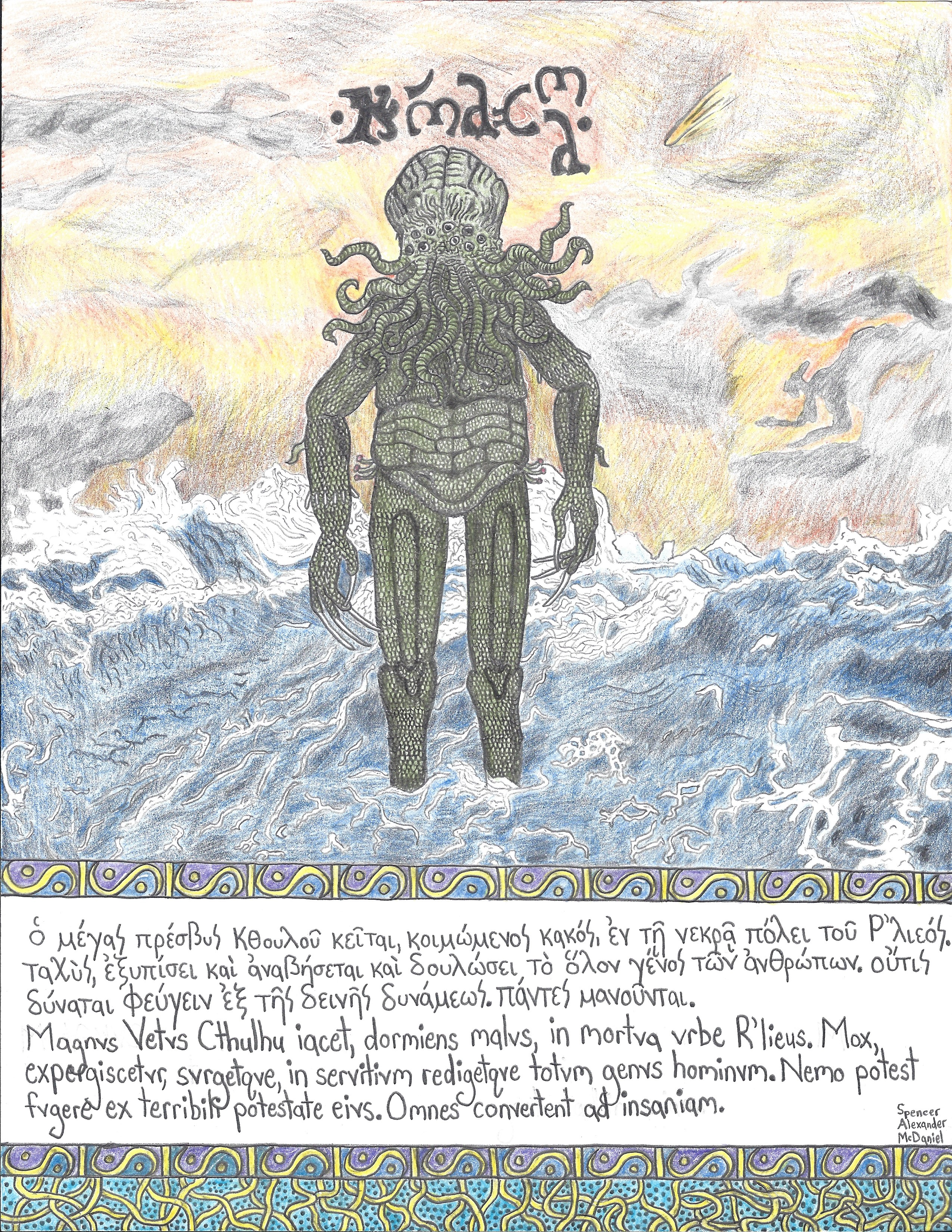
Un'illustrazione raffigurante Cthulhu

La principale differenza fra quest'opera e le innumerevoli altre tratte dai romanzi di Lovecraft è che il protagonista in questo caso è un uomo gay. Gli sceneggiatori hanno rivelato di aver preso questa decisione in quanto le atmosfere di Lovecraft si prestavano in maniera perfetta nel rappresentare l'orrore di "un uomo omosessuale che ritorna in una realtà di paese per il funerale di un parente ed è costretto a scontrarsi con la vita e la chiusura mentale del luogo".

## Distribuzione
Il film è stato presentato per la prima volta il 14 giugno 2007 presso il Seattle International Film Festival, per poi essere distribuito nel circuito cinematografico a partire dall'agosto 2008. Attualmente è disponibile in maniera gratuita su YouTube, sul canale personale del regista.

## Accoglienza

### Critica
Secondo l'aggregatore di recensioni Rotten Tomatoes, il film ha ottenuto un indice di apprezzamento del 62%.

### Incassi
A causa anche di una distribuzione cinematografica limitata, Cthulhu ha incassato soli 15,53 mila dollari.